# Victoria (philatélie)
Victoria, reine du Royaume-Uni, est un personnage important en philatélie car son effigie figure sur le premier timbre postal qui fut émis en 1840. En tant que chef d'État de nombreux pays et colonies de l'Empire britannique, elle a également été le premier ou l'un des premiers sujets sur les timbres de ces régions pendant tout le temps de son règne.
Les commémorations du premier timbre, le Penny Black, ou celle de l'UPU, donnent régulièrement lieu à des timbres sur timbres avec l'effigie de Victoria.

## Royaume-Uni

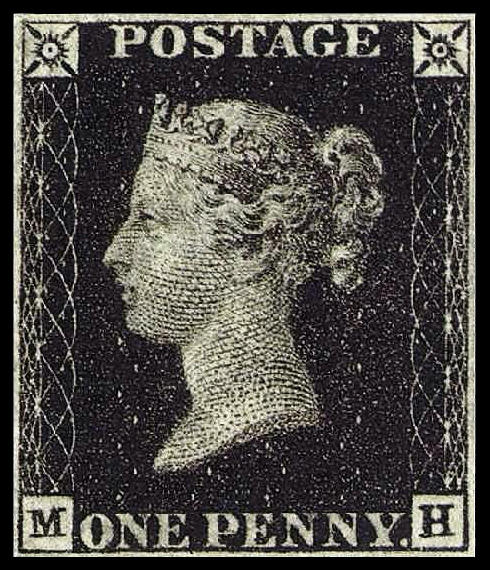
Le Penny Black

Le Penny Black figurant le profil de Victoria a été le premier timbre-poste émis. Il fut la partie visible de la réforme postale initiée par Rowland Hill.

## Autres pays

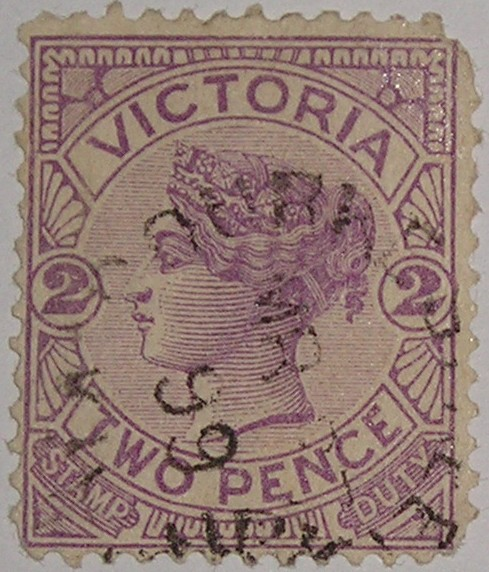
Timbre de la colonie de Victoria

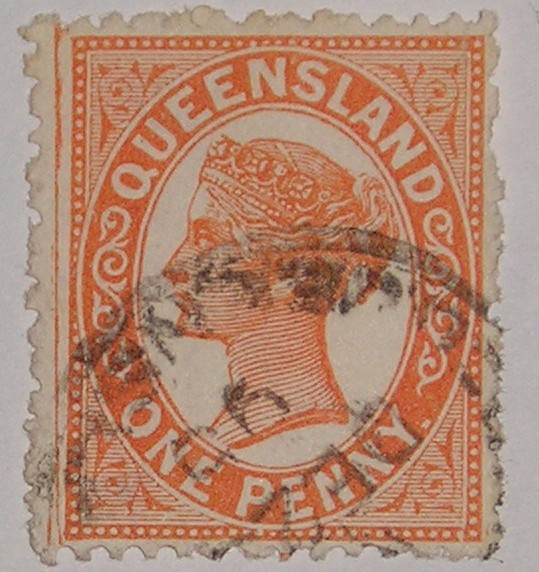
Timbre de la colonie du Queensland

Voici une liste des pays dont le ou les premiers timbres postaux furent à l'effigie de la reine Victoria et, le cas échéant, le nom habituellement donné à l'émission.
- Australie-Méridionale à partir de 1855.
- Australie-Occidentale, en 1902, parmi les émissions issues du Black Swan.
- Les Bahamas avec l'effigie Chalon en 1859.
- Province du Canada (à l'époque l'Ontario et le Québec), en 1851.
- Confédération canadienne en 1868.
- Chypre, premier timbre chypriote de l'administration britannique, en 1880.
- Colombie-Britannique et île de Vancouver, pour leurs émissions séparées et communes de 1860 à 1871.
- Grenade avec l'effigie Chalon en 1860.
- Heligoland (île de mer du Nord), émissions de 1867 à 1875.
- Honduras britannique en 1866.
- Malte en 1860.
- Maurice : les Post Office en 1847.
- Natal, première effigie en 1859 après une série de timbres imprimés en relief et à sec.
- Nouveau-Brunswick, deuxième émission de 1860.
- Nouvelle-Écosse, en 1851.
- Nouvelle-Galles du Sud : deuxième émission en 1851.
- Nouvelle-Zélande de l'effigie Chalon en 1855 jusqu'à la série des Paysages de 1898.
- Île-du-Prince-Édouard en 1861.
- Queensland avec l'effigie Chalon en 1860.
- Terre de Van Diemen, devenue ensuite Tasmanie, en 1853.
- Terre-Neuve, deuxième émission en 1866.
- Victoria : effigie de profil, puis sur le trône en 1850.

## Types
Plusieurs types de la reine Victoria ont été utilisées dans plusieurs colonies.
Par exemple, l'effigie Chalon a servi dans dix colonies de 1851 à 1912. Elle est créée à partir d'un portrait de la reine par Alfred Edward Chalon.

## Collectionner les timbres Victoria
La collection des timbres a l'effigie de la reine Victoria révèle une mine de collections spécialisées, dont une des plus populaires est celle du 1 penny rouge émis en 1864.

### Le «One penny» rouge de 1864
Le « One penny » rouge a été imprimé à partir de 1864. Il servait à affranchir les lettres courantes.
Pour le philatéliste, ce timbre a une popularité mondiale par les multiples variétés susceptibles d'être repérées. En effet, deux dispositifs permettent au collectionneur d'identifier les principales variantes :
- La position de chaque timbre dans une planche est repérée par des lettres identifiant lignes et colonnes ;
- Pour chaque tirage, un numéro de planche (compris entre 71 et 225) apparait dans les guillochis verticaux.

La figure ci-dessous en donne une illustration :
Il est ainsi possible de collectionner un exemplaire par planche, de reconstituer une page (20 × 12= 240 timbres), voire de reconstituer une planche de chaque tirage.
Les planches sont plus ou moins rares. Dans le catalogue Yvert et Tellier de 2003, la cote varie de 2 à 20 euros pour un oblitéré des planches courantes avec un pic à 90 000 euros pour la planche 77 (respectivement 9, 100 et 120 000 en neuf).
D'autres possibilités de collections sont également ouvertes ; par exemple, les oblitérations sous forme de numéros de bureau, les perforations d'entreprise et les marques commerciales au verso...

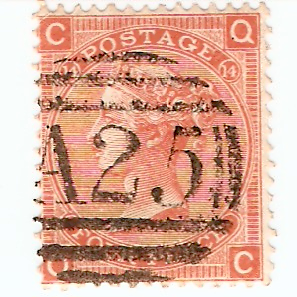
Timbre de Grande-Bretagne de 1865 oblitéré à Malte

### Utilisation dans les colonies
Dans un premier temps les timbres de Grande-Bretagne ont été utilisés dans les colonies britanniques avant l'émission de séries spécifiques. Il convient donc d'être attentif aux cachets d'oblitération, par exemple le cachet "A25" était utilisé à Malte.